# Пивний ресторан

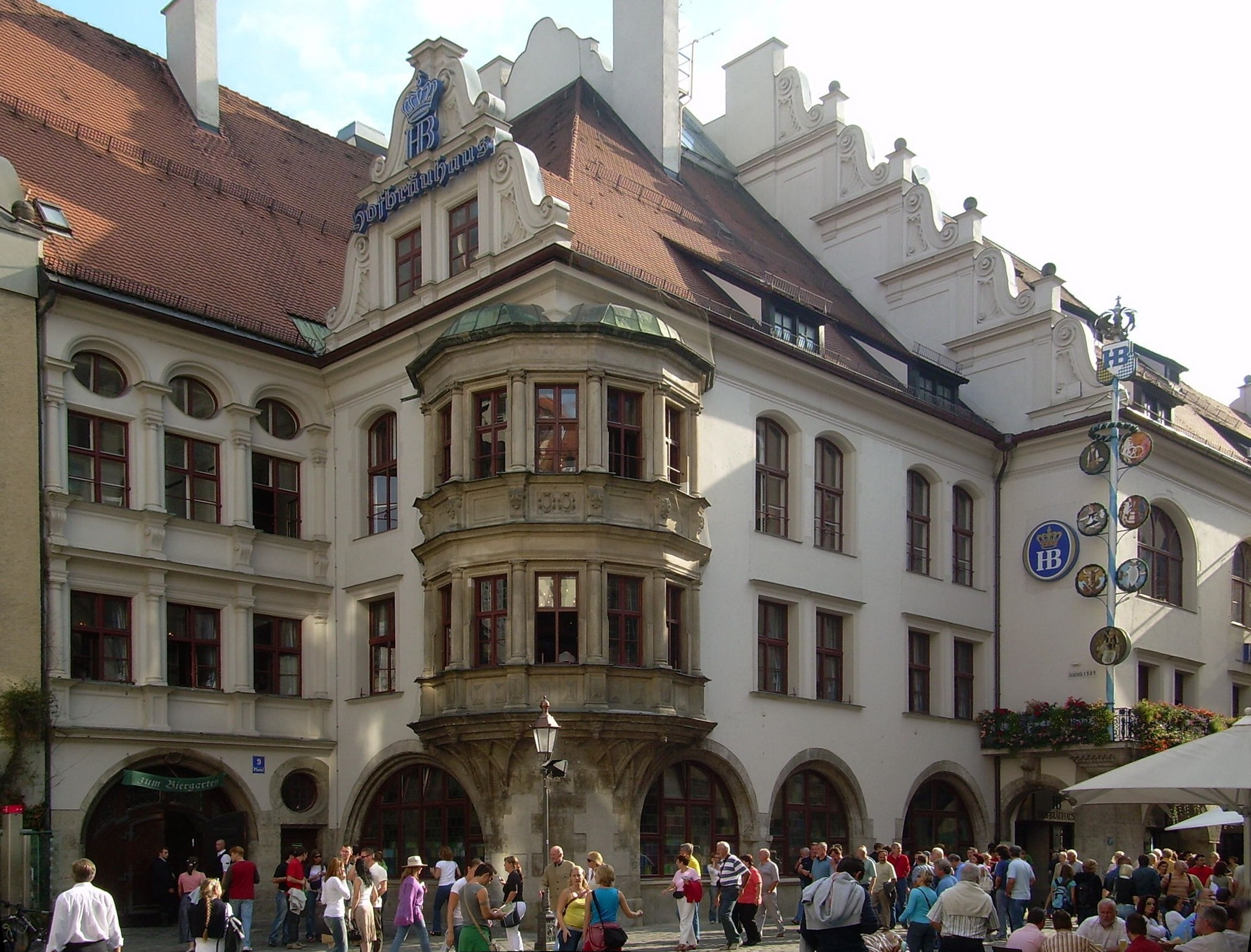
«Гофбройгаус», Мюнхен

Пивний ресторан, пивний зал, рідше ресторан-пивниця (нім. Bierpalast «пивний палац», чеськ. pivnice «пивна», англ. beer hall «пивний зал») — у Німеччині та Чехії — великий паб, який спеціалізується на продажу пива на розлив (розпивочно), як правило, має власну пивоварню.

## Німеччина

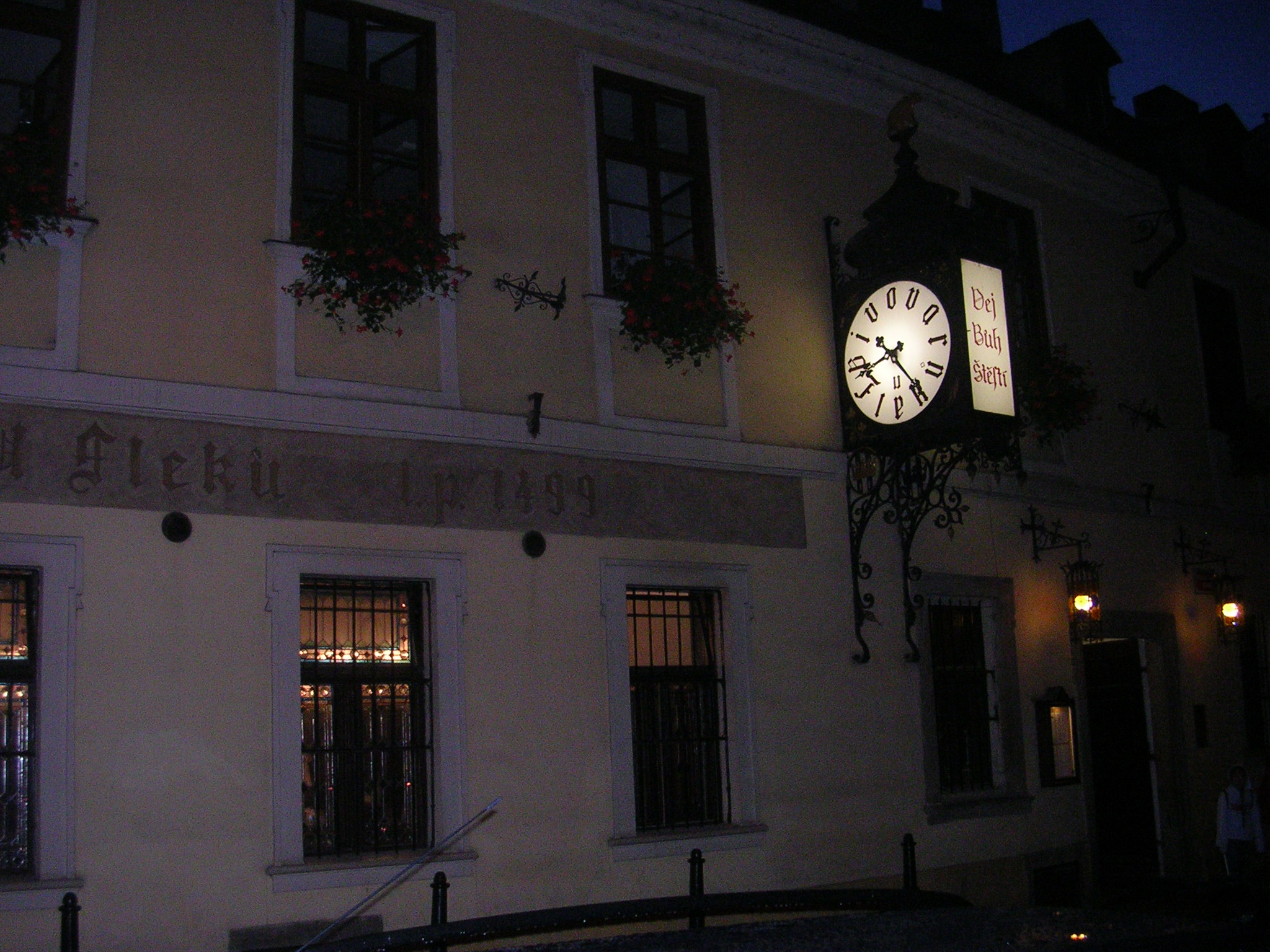
«У Флеку», Прага

Німецький дослідник архітектури Улі Вальтер зазначає, що у німецькій мові слово Bierpalast «пивний палац» вперше зафіксовано в середині XIX століття, раніше використовувалися поняття Bier-Citadelle «пивна цитадель», Bierfestung «пивна фортеця» і навіть Akropolis «акрополь» і зауважує: «Термін „пивний палац“ не означає певну архітектурну чи мистецьку форму, це поняття позначає лише великі цілорічні розпивочні торговельні місця пивної гастрономії, що були споруджені в Німеччині між 1865 та 1918 роками».
У броварських містах, зокрема у Мюнхені, Дортмунді, Берліні, в XIX столітті було зведено зали площею до 1500 м², часто поблизу пивоварень. Побудовані у примітному історичному стилі, ці будівлі стали відомими символами міст, особливо це стосується Мюнхена, де з'явилися такі відомі пивні ресторани як Гофбройгаус, Mathäser — свого часу найбільший у світі заклад, що продає спиртні напої, Левенбройкелер. Пивні ресторани були популярні у Німеччині до кінця XIX століття, у 1900-х роках суспільні зміни зупинили цю тенденцію і до кінця Першої світової війни не було побудовано жодного «пивного палацу».

## Чехія
Саме пивний ресторан у Чехії має назву pivnice, паби називаються hospoda (власне, «паб») або hostinec («бар»). Найвідоміший пивний ресторан Праги — «У Флеку» — веде свою історію з XV століття.

## Цікаві факти
- 8 листопада 1923 року у мюнхенському пивному залі Бюргербройкелер розпочався Пивний путч.
- 8 листопада 1939 року на роковини Пивного путчу у тому самому залі було вчинено невдалий замах на життя А. Гітлера — тесля Георг Ельзер заклав у залі бомбу з годинниковим механізмом, але Гітлер покинув будівлю за кільканадцять хвилин до вибуху.